# Portsmouth (Ohio)
Portsmouth è una località degli Stati Uniti d'America, capoluogo della contea di Scioto, nello Stato dell'Ohio.